# Gyrodactylus doglieli
Gyrodactylus doglieli är en plattmaskart. Gyrodactylus doglieli ingår i släktet Gyrodactylus och familjen Gyrodactylidae. Inga underarter finns listade i Catalogue of Life.